# Peter Alois Gratz
Peter Alois Gratz (* 17. August 1769 in Mittelberg, Allgäu; † 1. November 1849 in Darmstadt) war einer der bedeutendsten katholischen Bibelwissenschaftler im frühen 19. Jahrhundert. Er wurde insbesondere durch seinen Kritisch-historischen Kommentar über das Evangelium des Matthäus bekannt, der 1821–1823 in zwei Bänden in Tübingen erschien.
Als Lehrersohn in Mittelberg geboren, wuchs Peter Alois Gratz in Stötten am Auerberg bei Marktoberdorf auf. Er studierte Philosophie und Theologie an der Universität Dillingen, wo der Pastoraltheologe Johann Michael Sailer (1751–1832) zu seinen Lehrern zählte. 1792 wurde er zum Priester geweiht und trat auf Sailers Empfehlung seine erste Stelle als Hofmeister (Erzieher) auf der Weitenburg unweit von Horb am Neckar an. 1795 wurde er Pfarrer des nahe gelegenen Ortes Untertalheim. Wegen Streitigkeiten mit seiner Gemeinde zog er sich von Frühjahr 1805 bis Herbst 1807 auf die Weitenburg zurück und konnte sich nun intensiv dem Studium der Heiligen Schrift widmen.
Inzwischen fiel die bisher österreichische Grafschaft Hohenberg, zu der Untertalheim und die Weitenburg gehörten, an Württemberg. Im Herbst 1812 wurde staatlicherseits in Ellwangen eine Katholische Landesuniversität zur Ausbildung der württembergischen Priesteramtskandidaten errichtet. Gratz, der sich schon Anfang 1807 bei den Behörden als möglicher Professor ins Gespräch gebracht hatte und fünf Jahre später eine Arbeit über die Entstehung der synoptischen Evangelien veröffentlichte, erhielt hier den Lehrstuhl für Neues Testament. 1817 verlegte der württembergische Staat die Katholisch-theologische Fakultät von Ellwangen nach Tübingen. Zusammen mit den Kollegen Johann Sebastian von Drey (1777–1853), Johann Georg Herbst (1787–1836) und Johann Baptist Hirscher (1788–1865) rief Gratz hier 1819 die Theologische Quartalschrift ins Leben, als deren erster Schriftleiter er für kurze Zeit fungierte.
Noch im selben Jahr folgte Gratz einem Ruf an die neu gegründete Universität Bonn. Als Professor primarius war er mit der Organisation der dortigen Katholisch-theologischen Fakultät betraut. Zu seinen Kollegen gehörte ab 1820 der Dogmatiker Georg Hermes (1775–1831). 1821/22 amtierte Gratz als Rektor der Universität. Von 1820 bis 1824 gab er eine Zeitschrift mit dem Titel Der Apologet des Katholicismus heraus, in der er seine Kirche gegen – wie er meinte – ungerechtfertigte Angriffe von protestantischer Seite verteidigte. 1821 veröffentlichte er den ersten Band eines Kommentars zum Matthäus-Evangelium, der beim preußischen Kultusministerium Zweifel an seiner Rechtgläubigkeit aufkommen ließ. Man holte deshalb von anderen Fakultäten Gutachten zu diesem Kommentar ein, die negativ ausfielen. Zudem entbrannte ein heftiger publizistischer Kampf um den Kommentar. Infolgedessen bemühte sich das Ministerium ab 1822, Gratz aus dem Lehramt zu entfernen und ihm eine andere Stelle zu verschaffen. 1823 musste Gratz seine Lehrveranstaltungen einstellen.
Nachdem der Versuch, ihn zum Domdechant bzw. Domherrn in Trier zu machen, am Widerstand der rheinischen Ultramontanen (u. a. Anton Joseph Binterim und Leonhard Aloys Joseph Nellessen) sowie der römischen Kurie gescheitert war, wurde Gratz 1828 Geistlicher Rat und Schulrat an der preußischen Bezirksregierung in Trier. Hier entfaltete er noch einmal eine fruchtbare Tätigkeit und machte sich insbesondere um das von der Schließung bedrohte Schullehrerseminar St. Matthias verdient. Von 1839 an verbrachte er seinen Ruhestand an der Bergstraße.

## Wichtigste Werke
- Neuer Versuch, die Entstehung der drey ersten Evangelien zu erklären. Fues, Tübingen 1812.
- Ueber die Grenzen der Freiheit, die einem Katholiken in Betreff der Erklärung der heiligen Schrift zusteht. Ritter, Ellwangen 1817.
- Kritische Untersuchungen über Marcions Evangelium. Osiander, Tübingen 1818.
- Der Apologet des Katholicismus. Eine Zeitschrift zur Berichtigung mannigfaltiger Entstellungen des Katholicismus. Für Freunde der Wahrheit und der Bruderliebe. 9 Hefte, Kupferberg, Mainz 1820–1824.
- Novum testamentum graeco-latinum. 2 Bände, Fues, Tübingen 1821.
- Kritisch-historischer Kommentar über das Evangelium des Matthäus. 2 Bände, Laupp, Tübingen 1821–1823.
- Novum Testamentum graece et latine. 2 Bände, Kupferberg, Mainz 1827 (2. Aufl. 1851).
- Nova collectio dissertationum selectarum in jus ecclesiasticum potissimum germanicum. Kupferberg, Mainz 1829.